# Laußnitz

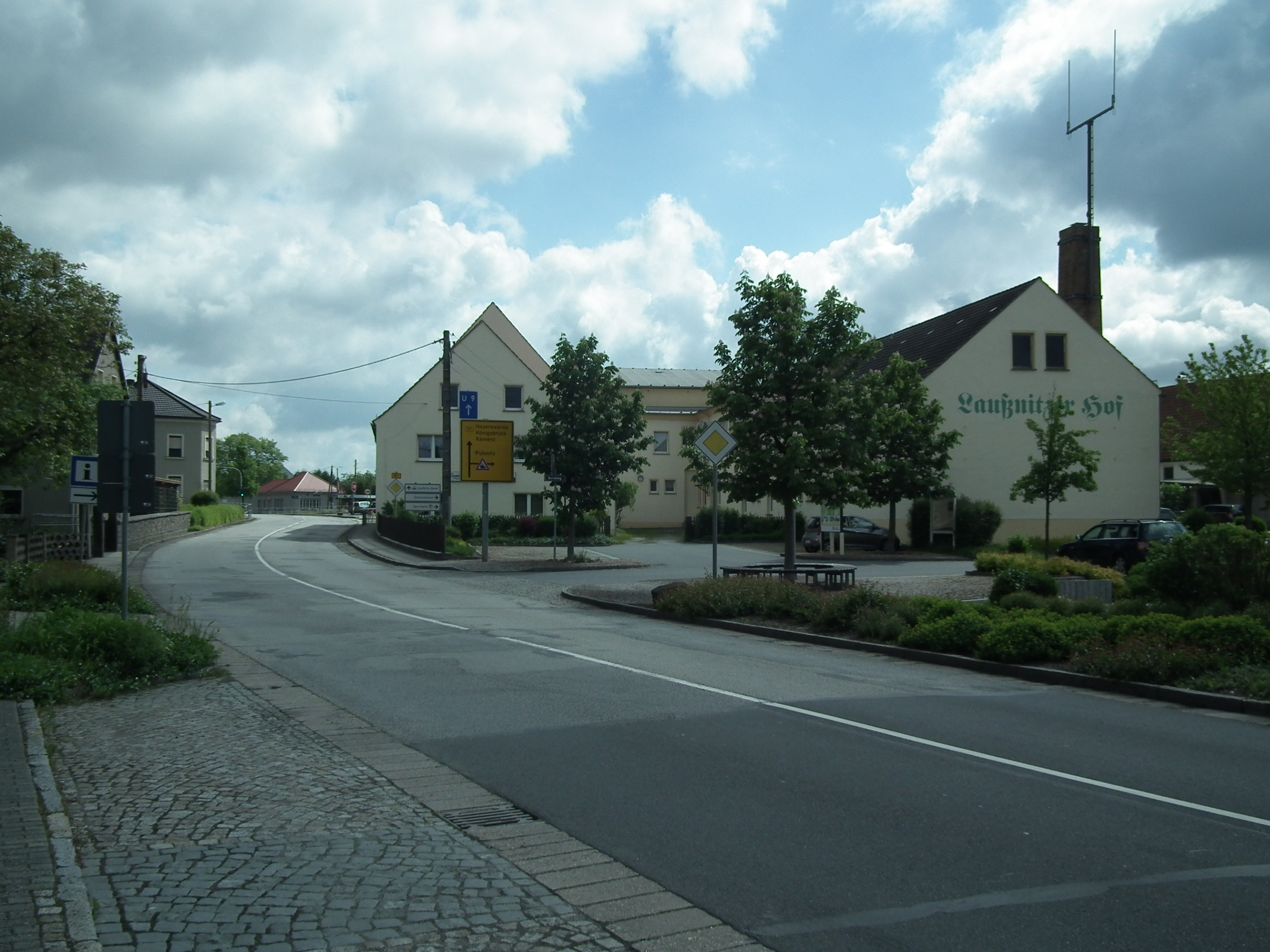
Laußnitz

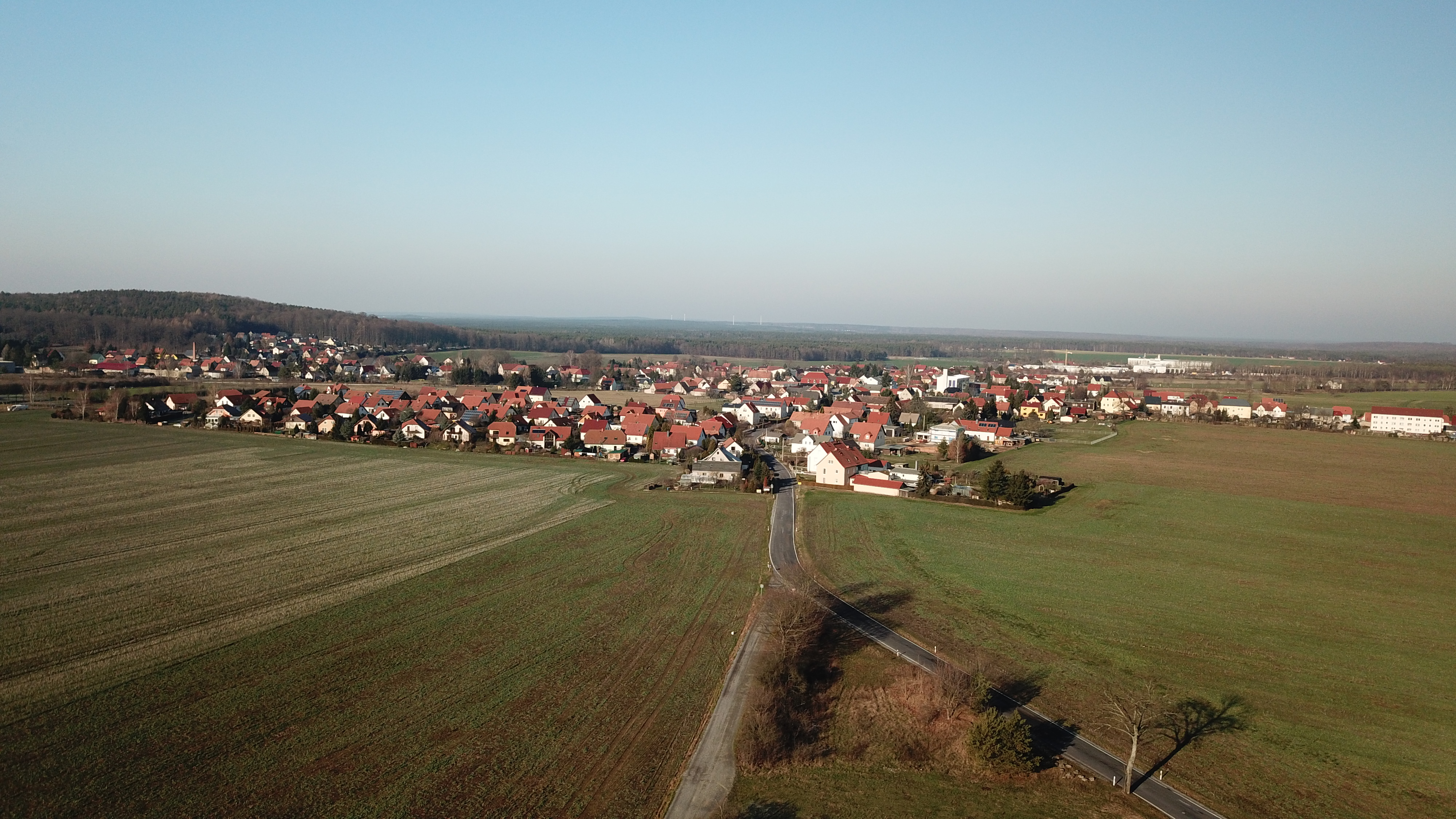
Luftbild

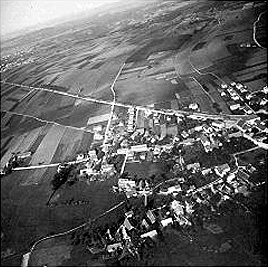
Luftbild von Laußnitz aus Alfred Mauls Fotorakete von 1906

Laußnitz (obersorbisch Łužnica) ist eine Gemeinde im Landkreis Bautzen, Sachsen (Deutschland). Sie ist Mitglied in der Verwaltungsgemeinschaft Königsbrück.
Der Ortsname stammt – wie „Lausitz“ – vom sorbischen Wort łuh bzw. ług, das eine sumpfige, wasserreiche Gegend beschreibt.

## Geographie und Verkehr
Die Gemeinde liegt in der überwiegend bewaldeten Laußnitzer Heide westlich der Oberlausitz, deren historische Grenze zu meißnischen Gebieten hier durch die östlich des Ortes bei Königsbrück verlaufende Pulsnitz markiert wird. Sie befindet sich etwa 2,5 km südwestlich von Königsbrück und rund 25 km nordöstlich der Landeshauptstadt Dresden. Die A 4 verläuft südlich und die A 13 westlich der Gemeinde. Die A 4 ist über die Anschlussstelle Ottendorf-Okrilla (ca. 10 km) und die A 13 über die Anschlussstelle Thiendorf (ca. 14 km) zu erreichen. In Laußnitz endet die B 98 an der B 97.
Der Bahnhof an der Bahnstrecke Dresden-Klotzsche–Straßgräbchen-Bernsdorf wird im Stundentakt von Regionalzügen in der Relation Dresden-Neustadt – Königsbrück bedient.

## Ortsgliederung
Die Gemeinde besteht aus den Ortsteilen (Einwohnerzahlen 31. Januar 2023):
- Laußnitz, 1241 Einwohner
- Höckendorf, 582 Einwohner (Eingemeindung am 1. Januar 1998[3])
- Glauschnitz, 28 Einwohner

## Politik

### Gemeinderat
Der Gemeinderat Laußnitz setzt sich aus insgesamt elf Mitgliedern zusammen, die bei einer Kommunalwahl für fünf Jahre gewählt werden.
Bei den vergangenen Gemeinderatswahlen ergaben sich folgende Sitzverteilungen:
| Gemeinderat ab 2024Insgesamt 12 Sitze - FWL: 11 - UBL: 1 | Gemeinderatswahl 2024Wahlbeteiligung: 78,4 % (2019: 73,5) %1009080706050403020100 91,2 % (+24,8 %p)8,8 % (n. k. %p)n. k. % (−17 %p)n. k. % (−16,5 %p) FWLaUBLbCDUAfD20192024Anmerkungen:a Wählervereinigung „Freie Wähler“ Laußnitzb Unabhängige Bürger für Laußnitz | Liste                                           | 2024   | 2024   | 2019   | 2019   | 2014   | 2014   |
| Gemeinderat ab 2024Insgesamt 12 Sitze - FWL: 11 - UBL: 1 | Gemeinderatswahl 2024Wahlbeteiligung: 78,4 % (2019: 73,5) %1009080706050403020100 91,2 % (+24,8 %p)8,8 % (n. k. %p)n. k. % (−17 %p)n. k. % (−16,5 %p) FWLaUBLbCDUAfD20192024Anmerkungen:a Wählervereinigung „Freie Wähler“ Laußnitzb Unabhängige Bürger für Laußnitz | Liste                                           | Sitze  | in %   | Sitze  | in %   | Sitze  | in %   |
| Gemeinderat ab 2024Insgesamt 12 Sitze - FWL: 11 - UBL: 1 | Gemeinderatswahl 2024Wahlbeteiligung: 78,4 % (2019: 73,5) %1009080706050403020100 91,2 % (+24,8 %p)8,8 % (n. k. %p)n. k. % (−17 %p)n. k. % (−16,5 %p) FWLaUBLbCDUAfD20192024Anmerkungen:a Wählervereinigung „Freie Wähler“ Laußnitzb Unabhängige Bürger für Laußnitz | Wählervereinigung „Freie Wähler“ Laußnitz (FWL) | 11     | 91,2   | 8      | 66,4   | 8      | 69,2   |
| Gemeinderat ab 2024Insgesamt 12 Sitze - FWL: 11 - UBL: 1 | Gemeinderatswahl 2024Wahlbeteiligung: 78,4 % (2019: 73,5) %1009080706050403020100 91,2 % (+24,8 %p)8,8 % (n. k. %p)n. k. % (−17 %p)n. k. % (−16,5 %p) FWLaUBLbCDUAfD20192024Anmerkungen:a Wählervereinigung „Freie Wähler“ Laußnitzb Unabhängige Bürger für Laußnitz | Unabhängige Bürger für Laußnitz                 | 1      | 8,8    | –      | –      | –      | –      |
| Gemeinderat ab 2024Insgesamt 12 Sitze - FWL: 11 - UBL: 1 | Gemeinderatswahl 2024Wahlbeteiligung: 78,4 % (2019: 73,5) %1009080706050403020100 91,2 % (+24,8 %p)8,8 % (n. k. %p)n. k. % (−17 %p)n. k. % (−16,5 %p) FWLaUBLbCDUAfD20192024Anmerkungen:a Wählervereinigung „Freie Wähler“ Laußnitzb Unabhängige Bürger für Laußnitz | CDU                                             | –      | –      | 2      | 17,0   | 4      | 30,8   |
| Gemeinderat ab 2024Insgesamt 12 Sitze - FWL: 11 - UBL: 1 | Gemeinderatswahl 2024Wahlbeteiligung: 78,4 % (2019: 73,5) %1009080706050403020100 91,2 % (+24,8 %p)8,8 % (n. k. %p)n. k. % (−17 %p)n. k. % (−16,5 %p) FWLaUBLbCDUAfD20192024Anmerkungen:a Wählervereinigung „Freie Wähler“ Laußnitzb Unabhängige Bürger für Laußnitz | AfD                                             | –      | –      | 1      | 16,5   | –      | –      |
| Gemeinderat ab 2024Insgesamt 12 Sitze - FWL: 11 - UBL: 1 | Gemeinderatswahl 2024Wahlbeteiligung: 78,4 % (2019: 73,5) %1009080706050403020100 91,2 % (+24,8 %p)8,8 % (n. k. %p)n. k. % (−17 %p)n. k. % (−16,5 %p) FWLaUBLbCDUAfD20192024Anmerkungen:a Wählervereinigung „Freie Wähler“ Laußnitzb Unabhängige Bürger für Laußnitz | Sitze gesamt                                    | 12     | 12     | 11     | 11     | 12     | 12     |
| Gemeinderat ab 2024Insgesamt 12 Sitze - FWL: 11 - UBL: 1 | Gemeinderatswahl 2024Wahlbeteiligung: 78,4 % (2019: 73,5) %1009080706050403020100 91,2 % (+24,8 %p)8,8 % (n. k. %p)n. k. % (−17 %p)n. k. % (−16,5 %p) FWLaUBLbCDUAfD20192024Anmerkungen:a Wählervereinigung „Freie Wähler“ Laußnitzb Unabhängige Bürger für Laußnitz | Wahlbeteiligung                                 | 78,4 % | 78,4 % | 73,5 % | 73,5 % | 63,7 % | 63,7 % |

### Bürgermeister
Bürgermeister ist seit 2022 René Georgi (FWV).
| Wahl | Bürgermeister     | Vorschlag | Wahlergebnis (in %) |
| ---- | ----------------- | --------- | ------------------- |
| 2022 | René Georgi       | FWL       | 65,7                |
| 2015 | Joachim Driesnack | FWL       | 97,8                |
| 2008 | Joachim Driesnack | FWL       | 92,5                |
| 2001 | Karlheinz Gumpert | FWL       | 97,6                |
| 1994 | Karlheinz Gumpert | FDP       | 95,1                |

## Sehenswürdigkeiten
- Forstsamendarre Laußnitz (Forstmuseum)
- Laußnitzer Heide
- Wolfsdenkmal
- Originalrest einer Kursächsischen Ganzmeilensäule von 1722 von der Poststraße im Zuge der Via Regia an der B 98 Richtung Sacka (früher auch unter Sacka aufgeführt)
- Dorfkirche im Ortsteil Höckendorf mit barocker Orgel

Die Kulturdenkmale sind in der Liste der Kulturdenkmale in Laußnitz erfasst.

### Naturschutz
- Siehe auch: Liste der Naturdenkmale in Laußnitz

## Wirtschaft
Nördlich von Ottendorf-Okrilla, aber noch auf Laußnitzer Gemeindegebiet, befindet sich seit 1957 der Kiestagebau Laußnitz I sowie das Kieswerk, welches 1993 neugebaut wurde. Im Umfeld haben sich weiterverarbeitende Betriebe wie ein Betonwerk und Euroquarz angesiedelt. Da der Tagebau Laußnitz I fast vollständig ausgebeutet ist, soll das Kieswerk zukünftig über den neuen Tagebau Würschnitz-West für rund 40 Jahre versorgt werden.

## Bildung
Die Gemeinde Laußnitz verfügt über eine Grundschule und eine integrative Kindertagesstätte.

## Persönlichkeiten
- Oscar Theodor Auerswald (1827–1903), evangelischer Pfarrer und Autor
- Constantin Theodor Angermann (1844–1911), Pädagoge und Philologe
- Willy Jahn (1898–1973), Maler und Grafiker
- Herbert Wagner (1930–2015), Moldavitforscher
- Brigitte Zschoche (1941–2019), Politikerin, MdL